# 木下信
木下信（1884年2月8日—1959年6月27日），日本長野縣人，日本官員，於1931年1月接任臺灣總督府總務長官，為該職務的第十四任。此外還曾擔任過縣知事、眾議院議員等職。

## 生平
出生於日本長野縣，為木下彥四郎的四子，就讀過第一高等學校，於1909年7月自東京帝國大學政治學科畢業。他在1911年11月通過文官高等試驗行政科試驗，進入內務省。此後歷任熊本縣鹿本郡長、熊本縣益城郡長、長野縣小縣郡長、長野縣理事官、秋田縣警察部長、北海道廳拓殖部長、警視廳刑事部長、警視廳警務部長等職。
1924年6月擔任鳥取縣知事，同年10月進入臺灣總督府擔任內務局長兼土木局長，隨後擔任交通局總長，但1928年7月因為臺中不敬事件而免官。1927年，他被民政黨推薦升任總務長官，後來並未獲選。同年回日本長崎縣擔任知事。1931年4月15日，再獲政黨推薦接替高橋守雄擔任總務長官。但是因隨後日本內閣政黨輪替，於1932年1月12日下臺。
1936年2月的第19回眾議院議員總選舉中於長野縣第三區代表立憲民政黨當選。而1937年4月的第20回總選舉中落選，後於1942年4月的第21回總選舉中再次當選，總計擔任過二期的衆議院議員。在這期間，擔任過法印全權特派大使顧問，派遣到南洋、菲律賓、臺灣等地作視察。二次大戰後，隸屬於日本進步黨。